# Bubušinac
Bubušinac (em cirílico:Бубушинац) é uma vila da Sérvia localizada no município de Požarevac, pertencente ao distrito de Braničevo, na região de Braničevo. A sua população era de 844 habitantes segundo o censo de 2002.

## Demografia
| 1948  | 1953  | 1961  | 1971  | 1981  | 1991  | 2002 |
| ----- | ----- | ----- | ----- | ----- | ----- | ---- |
| 1 095 | 1 147 | 1 230 | 1 163 | 1 122 | 1 039 | 844  |